# Verdwijnpunter
Een verdwijnpunter is een door Kwetal gemaakt apparaat uit het Bommelverhaal Het verdwijnpunt, dat verscheen van 8 september tot 24 november 1972.
Kwetal wil met heer Bommel de verdwijnpunter ruilen tegen een hefboomschaveel (blikopener). Kwetal legt uit dat je met zijn verdwijnpunter afval naar de minnenieters kunt stralen. Heer Bommel gebruikt de verdwijnpunter om zaken en zelfs personen die hem niet bevallen te doen verdwijnen.